# Jakub Bargiełowski
Jakub Bargiełowski (ur. 25 lipca 1921 roku w Garbowie, zm. 21 lutego 2010 w Sydney) – starszy sierżant pilot Wojska Polskiego II RP, chorąży (ang. Warrant Officer) Królewskich Sił Powietrznych,
as myśliwski II wojny światowej.

## Życiorys
Syn Stanisława i Heleny z Lisieckich. Od 1927 mieszkał z rodzicami w Chudowoli k. Lubartowa i uczęszczał do okolicznych szkół podstawowych. Po ukończeniu czwartej klasy ojciec przeniósł go do szkoły powszechnej w Dęblinie. W 1936, po ukończeniu szkoły powszechnej, wstąpił do Szkoły Podoficerów Lotnictwa dla Małoletnich w Bydgoszczy (od 1938 w Krośnie). Odbył kurs unitarny oraz szkolenie szybowcowe w Ustjanowej. W 1938 przeszedł szkolenie w zakresie podstawowego pilotażu samolotowego na RWD-8, szkolenie zaawansowane odbył w Krośnie na samolotach PWS-18 i PWS-26. Tuż przed wybuchem wojny został skierowany do Wyższej Szkoły Pilotażu w Ułężu. Po napadzie ZSRR na Polskę szkoła rozpoczęła ewakuację do Rumunii. 18 września Bargiełowski dostał się do niewoli radzieckiej i jako podoficer został zesłany do pracy w kamieniołomach Jelenowskie Rudniki nad Morzem Czarnym. 23 maja 1940 wywieziono go na Syberię do Czobiu-Uchta, gdzie przebywał do 4 września 1941. W tym samym roku wraz z grupą innych pilotów został ewakuowany na pokładzie SS „Langsterplan Castle” do Szkocji. Dotarł do Glasgow 13 października. Po długim leczeniu, przeszedł szkolenie w zakresie pilotażu w 25 Elementary Flying Training School (EFTS) w Havillan a następnie od 23 sierpnia 1942 w 16 Secondary Flying Training School (SFTS) w Newtown. Praktykę lotniczą odbył w 41 Operational Training Unit (OTU). Otrzymał numer służbowy 794457.
We wrześniu 1943 rozpoczął szkolenie pilotażu myśliwskiego i 24 stycznia 1944 został przydzielony do dywizjonu 315, latającego na samolotach Supermarine Spitfire V. Po przezbrojeniu jednostki w samoloty Mustang III 12 czerwca 1944 odniósł swoje pierwsze podwójne zwycięstwo powietrzne nad niemieckim samolotem Focke-Wulf Fw 190. Największy sukces odnotował jednak 18 sierpnia 1944, gdy zestrzelił dwa FW 190, a kolejne dwa poważnie uszkodził. Ostatnie zwycięstwo powietrzne odniósł 11 grudnia, zestrzeliwując swój piąty samolot FW 190 i uzyskując tytuł asa. Zestrzelił także trzy latające bomby V1.
Po miesięcznym odpoczynku w kwietniu 1945 został skierowany jako instruktor do jednostki 61 OTU, gdzie służył do 24 lipca. Ponownie skierowano go do macierzystego dywizjonu 315, a w połowie listopada 1945 został przydzielony do dywizjonu 303. W jednostce tej służył do momentu jej rozwiązania, czyli 11 grudnia 1946.
Po demobilizacji wstąpił do Polskiego Korpusu Przysposobienia i Rozmieszczenia (PKPiR) z przydziałem do bazy RAF Framlingham. Nie zdecydował się na powrót do Polski, wybrał życie na emigracji. W maju 1948 wyemigrował do Australii, gdzie dotarł 20 sierpnia. Zajął się poszukiwaniem szlachetnych kamieni, ich szlifowaniem i handlem nimi. Swoje wojenne losy opisał w książce Mustangiem w polu ognia. Wspomnienia pilota myśliwca, wydanej w 2010. Był jednym z założycieli Stowarzyszenia Lotników Polskich w Australii. Zmarł 21 lutego 2010 roku, został pochowany został na cmentarzu Rookwood Necropolis na przedmieściach Sydney.    

## Zwycięstwa powietrzne
Na liście Bajana sklasyfikowany został na 41 pozycji z 5 pewnymi zestrzeleniami i 3 uszkodzeniami. Zestrzelił również 3 bomby latające V1.
Zwycięstwa pewne:
- 2 Fw 190 – 12 czerwca 1944 (pilotował Mustanga III PK-F nr FB145)
- 2 Fw 190 – 18 sierpnia 1944 (pilotował Mustang III PK-I nr FX945)
- Fw 190 – 11 grudnia 1944 (pilotował Mustang III PK-T)

Uszkodzone:
- Bf-109 – 24 czerwca 1944 (pilotował Mustang III PK-Y nr FX984)
- 2 Fw 190 – 18 sierpnia 1944 (pilotował Mustang III PK-I nr FX945)

## Ordery i odznaczenia
Polskie
- Krzyż Srebrny Orderu Wojennego Virtuti Militari nr 10762
- Krzyż Walecznych – trzykrotnie
- Medal Lotniczy – czterokrotnie
- Brązowy Krzyż Zasługi z Mieczami
- Polowa Odznaka Pilota

Brytyjskie
- Distinguished Flying Medal
- 1939-1945 Star
- Air Crew Europe Star
- Defence Medal
- War Medal 1939-1945